# محل خلمان قدیم آشوریها
محل خلمان قدیم آشوریها در سر پل ذهاب، داخل شهر واقع شده و این اثر در تاریخ ۲۴ شهریور ۱۳۱۰ با شمارهٔ ثبت ۳۳ به‌عنوان یکی از آثار ملی ایران به ثبت رسیده است.